# Кубок Азербайджану з футболу 1992
Кубок Азербайджану з футболу 1992 — 1-й розіграш кубкового футбольного турніру в Азербайджані. Переможцем став Іншаатчи із Баку.

## Перший раунд
Матчі відбулись 15-16 серпня 1992 року.
| Команда 1               | Рахунок | Команда 2        |
| ----------------------- | ------- | ---------------- |
| Памбигчи (Нефтчала) (2) | 2:0     | Ніджат (Маштага) |
| Туран                   | 1:0     | Кяпаз            |
| Хазар (Сумгаїт)         | 5:0     | Азері (Баку)     |
| Кюрмюк (Ґах)            | 0:1     | Нефтчі (Баку)    |

## Чвертьфінали
Матчі відбулись 20-21 серпня 1992 року.
| Команда 1               | Рахунок | Команда 2          |
| ----------------------- | ------- | ------------------ |
| Памбигчи (Нефтчала) (2) | 1:2     | Кюр                |
| Таррагі (Баку)          | 3:1     | Туран              |
| Хазар (Сумгаїт)         | 5:1     | Чирагкала (Сіазан) |
| Нефтчі (Баку)           | 1:2     | Іншаатчи (Баку)    |

## Півфінали
Матчі відбулись 22-23 серпня 1992 року.
| Команда 1       | Рахунок      | Команда 2       |
| --------------- | ------------ | --------------- |
| Таррагі (Баку)  | 0:2          | Кюр             |
| Іншаатчи (Баку) | 1:1 пен. 5:4 | Хазар (Сумгаїт) |

## Фінал
| 30 серпня 1992 |

| Іншаатчи (Баку)         | 2:1 дч   | Кюр         |
| ----------------------- | -------- | ----------- |
| Гусейнов 27' Алієв 101' | Протокол | Бахишев 83' |

| Республіканський стадіон імені Тофіка Бахрамова, Баку Глядачів: 400 |